# NHK和歌山放送局
NHK和歌山放送局（エヌエイチケイわかやまほうそうきょく）は、和歌山県を放送対象地域とする日本放送協会（NHK）の地域放送局。総合テレビ、FM放送で県域放送を行っている。
教育テレビジョン（Eテレ）とラジオ第1放送、ラジオ第2放送は、NHK大阪放送局からカバーおよび中継されている。
イメージキャラクターとして「オレンジョージわかまる」（通称 わかまるくん）を採用。和歌山県の特産品である、みかんをモチーフにしたものである。

## 沿革
- 1936年（昭和11年）3月1日 - 和歌山市三木町台所町に大阪中央放送局和歌山出張所開設。
- 1942年（昭和17年）11月3日 - ラジオ第1放送開始。
- 1948年（昭和23年）5月1日 - 和歌山出張所を和歌山支局と改称。
- 1951年（昭和26年）7月1日 - 和歌山支局を和歌山放送局と改称（送信施設なし）。
- 1969年（昭和44年）1月 - 和歌山市吹上に和歌山放送会館新築移転。
- 1970年（昭和45年）4月20日 - FM放送（呼出符号JORP-FM）開始。
- 1971年（昭和46年）5月31日 - 総合テレビ（アナログ）ローカル放送（呼出符号JORP-TV）開始[1]。
- 1980年（昭和55年）8月8日 - 総合テレビの音声多重放送を開始[2]。
- 1982年（昭和57年）4月5日 - 「ニュースワイド630」開始。
- 2002年（平成14年）10月 - 「ニュースかんさい発わかやま」（15分）開始。
- 2003年（平成15年）4月 - 「わかやま630」（30分）開始。
- 2004年（平成16年）3月29日 - 「わかやまNEWSウェーブ」（50分）開始。
- 2005年（平成17年）
  - 3月28日 - 「わかやま845」放送開始。
  - 6月1日 - 地上デジタル放送（呼出符号JORP-DTV）開始。
- 2006年（平成18年）3月  - 和歌山放送局開局70年。コンサートや特別番組を放送。
- 2007年（平成19年）3月 - サテライトスタジオ「オレンジスタジオ」開設、「わかやまパワーステーション」開始。地域密着情報番組として2年間にわたり放送された。
- 2011年（平成23年）7月24日 - アナログ放送終了。
- 2022年（令和4年）10月3日 - NHKプラスで地域向けのテレビ番組の見逃し配信が開始[3]。
- 2023年（令和5年）4月1日 - 令和改革により、部制（放送部・営業推進部等）からセンター制に見直され、コンテンツセンター、経営管理企画センターへ再編された。
- 2023年度（予定） - 老朽化による放送会館建て替え工事開始。現在地の隣地に仮放送会館を建設した後、現放送会館を取り壊して建て替える。2027年（令和7年）度竣工予定[4]。

## 施設・設備

### スタジオ
- テレビ
  - メインスタジオ（ギュギュっと和歌山）
  - ミニスタジオ（わかやま845など）
- ラジオ
  - スタジオ（FMニュースなど）

現在は撤去
- サテライトスタジオ「オレンジスタジオ」（ラジオ生放送対応、2007年3月わかやまパワーステーションの放送開始と同時に設置された。2010年3月に撤去。テーブルとイスは2階スタジオで引き続き使われている[5]）

### 送信所
- 木ノ本送信所（和歌山市）
  - 総合テレビジョン 23ch / 100W（物理=以下同文。リモコンキーIDは大半の都府県で共通の「1」） JORP-DTV 放送区域内世帯数約16万世帯。
  - Eテレ（教育テレビジョン） 13ch / 3W（リモコンキーIDは全国共通の「2」） 放送区域内世帯数約12万世帯。

（以下廃止）
  - アナログ総合テレビジョン 32ch JORP-TV
  - アナログEテレ（教育テレビジョン） 25ch
  - 前者は「2チャン」、後者は「12チャン」と呼ばれていた。

- 岩屋山送信所（海南市）
  - FM放送 84.7MHz JORP-FM / 500W
  - 総合テレビジョン 23ch / 3W
  - Eテレ 13ch / 3W
  - アナログ総合テレビジョン 50ch
  - アナログEテレ 52ch

### その他のテレビ中継局
| 所在地       | 物理チャンネル | 物理チャンネル |
| 所在地       | 総合           | Eテレ          |
| ------------ | -------------- | -------------- |
| 有田箕島     | 23             | 13             |
| 有田吉備     | 23             | 13             |
| 下津         | 22             | 13             |
| 那賀         | 23             | 13             |
| 和歌山山東   | 47             | 41             |
| 海南坂井     | 21             | 27             |
| 海南孟子     | 47             | 41             |
| 橋本         | 28             | 32             |
| 紀ノ川橋本   | 43             | ※              |
| 九度山       | 23             | 13             |
| 高野山       | 49             | 51             |
| 高野山東     | 49             | 51             |
| 高野富貴     | 23             | 13             |
| 御坊         | 21             | 13             |
| 田辺         | 23             | 13             |
| 由良         | 23             | 26             |
| 印南         | 25             | 27             |
| 南部川       | 21             | 19             |
| 槇山         | 42             | 13             |
| 印南切目     | 29             | 27             |
| 新宮         | 44             | 46             |
| 串本         | 44             | 46             |
| 那智勝浦     | 30             | 32             |
| 古座         | 39             | 41             |
| 潮岬         | 26             | 28             |
| 海南木津     | 47             | 41             |
| 海南大谷     | 23             | 13             |
| 海南小野田   | 23             | 13             |
| 海南小野田南 | 47             | 41             |
| 下津大崎     | 23             | 13             |
| 下津西ノ浦   | 23             | 27             |
| 橋本柱本     | 28             | 32             |
| 粉河秋葉下   | 28             | 24             |
| 野上緑ヶ丘   | 23             | 13             |
| 貴志川丸栖   | 28             | 38             |
| 御坊富安     | 21             | 13             |
| 美浜三尾     | 23             | 13             |
| 下万呂       | 42             | 13             |
| 上富田生馬   | 23             | 13             |
| 白浜庄川     | 42             | 13             |
| 新宮佐野     | 44             | 46             |

※=紀ノ川橋本のEテレ中継局は非設置

### ラジオ中継局

#### ラジオ第1放送
- 田辺 1161kHz / 100W
- 新宮 1026kHz / 100W
- 古座 585kHz / 500W
- すさみ 1026kHz / 100W
- 新宮 92.7MHz（FM補完） / 100W
- すさみ 91.3MHz（FM補完） / 100W

#### ラジオ第2放送
- 田辺 1602kHz / 100W
- 新宮 1359kHz / 100W
- 古座 1602kHz / 100W

#### FM放送
- 田辺 81.8MHz / 100W
- 本宮 84.4MHz / 10W
- 新宮 83.8MHz / 100W
- 御坊 83.9MHz / 100W
- 九度山 83.2MHz / 30W
- 串本 85.4MHz / 10W
- すさみ 85.2MHz / 10W
- 紀伊清水西 82.7MHz / 10W

### 支局
- NHK橋本支局
- NHK南紀田辺支局（1960年8月開設・旧田辺報道室）
- NHK串本支局
- NHK南紀新宮支局（1959年7月開設・旧新宮報道室）

### お天気カメラ
- 和歌山市内
  - NHK和歌山放送局屋上
  - ダイワロイネットホテル屋上
  - JR和歌山駅前の紀陽銀行
  - 和歌山マリーナシティ内ロイヤルパインズ屋上
- 中紀
  - 御坊市内
- 南紀
  - 白浜町内（田辺中継局、SD）
  - 南紀白浜空港（SD）
  - 那智滝付近（SD）
  - 新宮市内
  - 串本町内（HD）
  - 潮岬（HD）

## 主な和歌山局制作番組
ローカル差し替えとなる番組に関しては、紀伊民報、和歌山新報など県内地方紙では和歌山県内差し替え番組を掲載するものもあるが、大阪本社管轄の全国紙の和歌山版では新聞社により、県内差し替えをそのまま載せる場合と、大阪局を基準として「（和歌山別）」（ただし『ほっと関西』の差し替えとなる『ギュギュっと和歌山』の時間帯は他府県もそれぞれで18時30分以後差し替えとなるので「（6:）30　府県別[N]」）と記載されている。

### 総合テレビ
太字はNHKプラスの「ご当地プラス」において見逃し配信を実施している番組。
- ギュギュっと和歌山（平日 18:30 - 19:00）
- わかやま845（平日 20:45 - 21:00）- 出演者はアナウンサーまたは契約キャスターが持ち回り。
- 紀の国スペシャル（不定期）

### FM放送
- ニュース・気象情報（平日 18:55 - 19:00）

## 過去の制作番組

### 総合テレビ
- くらしのチャンネル和歌山
- ニュースワイド640わかやま→わかやま630
- 630わかやま→わかやまNEWSウェーブ→あすのWA!

## アナウンサー・キャスター
- 氏名の後の*印は過去に和歌山放送局勤務経験あり。

| 氏名           | 前任地           | 担当番組                                                  |              |              |
| アナウンサー   | アナウンサー     | アナウンサー                                              | アナウンサー | アナウンサー |
| -------------- | ---------------- | --------------------------------------------------------- | ------------ | ------------ |
| 今城和久*      | 神戸             | アナウンスグループ統括 わかやま845など                    |              |              |
| 山田朋生       | 東京アナウンス室 | ギュギュっと和歌山（キャスター）                          |              |              |
| 神谷一鷹       | 宮崎             | わかやま845など                                           |              |              |
| 契約キャスター |                  |                                                           |              |              |
| 小谷麻菜美     | 京都             | ギュギュっと和歌山（キャスター）                          |              |              |
| 白井英里子     | 松山             | ギュギュっと和歌山（キャスター）                          |              |              |
| 高橋京香       | 松山             | ギュギュっと和歌山 わかやま845 ぐるっと関西おひるまえなど |              |              |
| 一光           |                  | ギュギュっと和歌山 わかやま845 ぐるっと関西おひるまえなど |              |              |
| 黒川裕以       |                  | ギュギュっと和歌山 わかやま845 ぐるっと関西おひるまえなど |              |              |
| 石井有紗       | 高松             |                                                           |              |              |
| 気象予報士     |                  |                                                           |              |              |
| 濱野淳         |                  | ギュギュっと和歌山（気象キャスター）                      |              |              |

## トラブル
- 2007年12月14日午前、新宮市で道路工事の際に誤ってNHKの放送用ケーブルが切断されるトラブルがあった。このため午前11時頃から紀南地方の広い範囲でFM放送が中断し、総合テレビは一部、名古屋局や津局の番組が放送されたが、午後9時20分までにすべて復旧した。

## 交通アクセス
- JR和歌山駅より和歌山バスに乗車し約15分、「真砂町」停留所下車徒歩約1分。
- 南海和歌山市駅より和歌山バスに乗車し約10分、「真砂町」停留所下車徒歩約1分。

## 隣接府県のNHK放送局
1. NHK大阪放送局（総合1ch。基幹局）
2. NHK神戸放送局（総合1ch）
3. NHK奈良放送局（総合1ch）
4. NHK津放送局（総合3ch）
5. NHK徳島放送局（総合3ch）
6. NHK高知放送局（総合1ch）